# 印第安納賓夕法尼亞大學

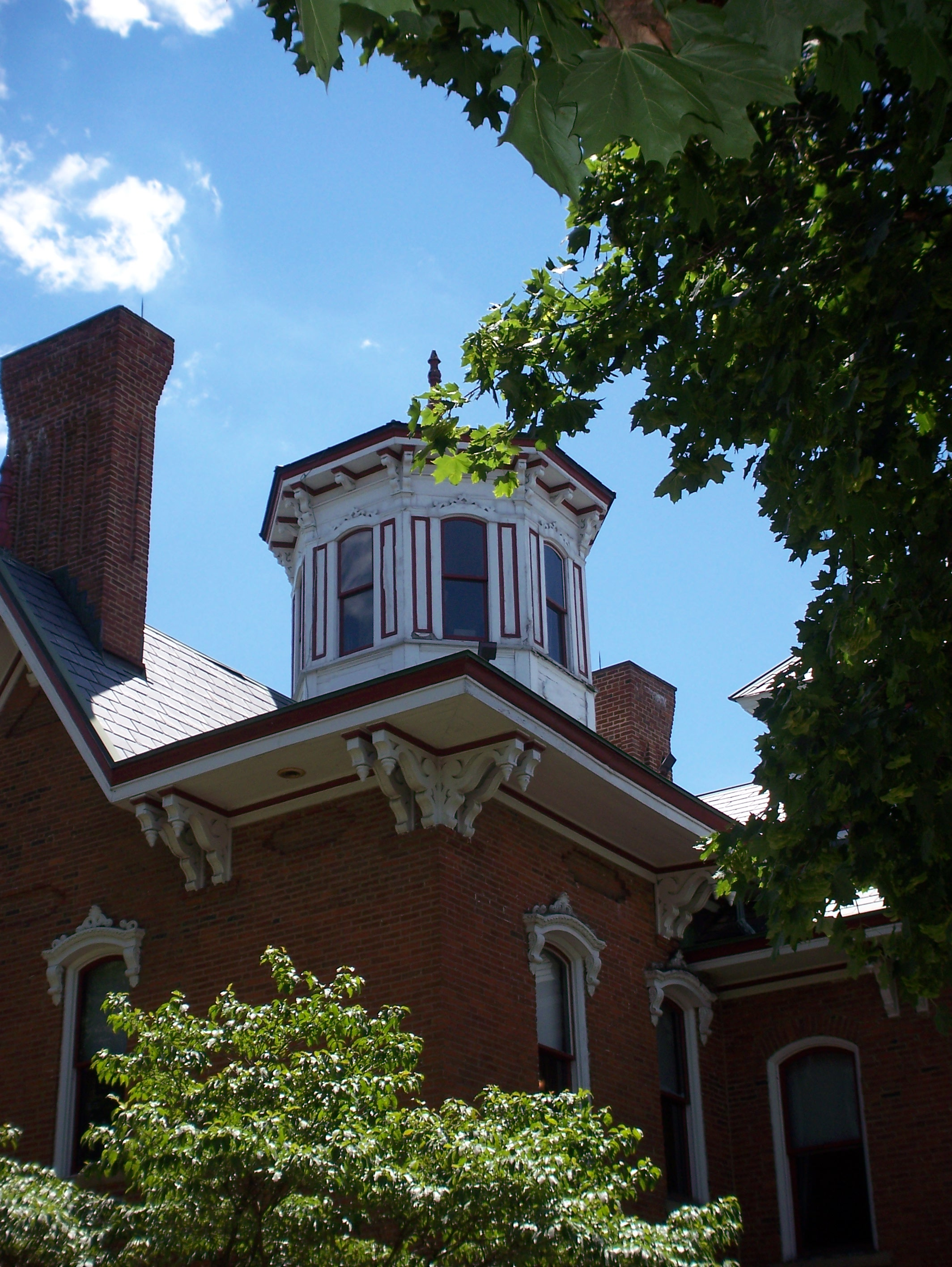
Breezedale Hall

印第安納賓夕法尼亞大學（Indiana University of Pennsylvania，缩写：IUP），又译賓州印第安納大學，是一座主校区位于美国賓夕法尼亞州印第安納的公立大学，是宾夕法尼亚州高等教育系统中最大的两所大学之一。

## 历史
创建于1875年，在旁蘇托尼、自由港和门罗维尔还有三个分校区。《美國新聞與世界報道》 将其在全美大学中第230-301名。

## 外部連接
- 官方网站
- IUP athletics website （页面存档备份，存于）

40°37′01″N 79°09′36″W / 40.617°N 79.160°W